# Keddie
Keddie és una concentració de població designada pel cens dels Estats Units a l'estat de Califòrnia. Segons el cens del 2000 tenia 96 habitants.

## Demografia
Segons el cens del 2000, Keddie tenia 96 habitants, 37 habitatges, i 23 famílies. La densitat de població era de 56,2 habitants/km².
Dels 37 habitatges en un 32,4% hi vivien nens de menys de 18 anys, en un 54,1% hi vivien parelles casades, en un 5,4% dones solteres, i en un 37,8% no eren unitats familiars. En el 24,3% dels habitatges hi vivien persones soles el 2,7% de les quals corresponia a persones de 65 anys o més que vivien soles. El nombre mitjà de persones vivint en cada habitatge era de 2,59 i el nombre mitjà de persones que vivien en cada família era de 3,17.
Per edats la població es repartia de la següent manera: un 24% tenia menys de 18 anys, un 5,2% entre 18 i 24, un 31,3% entre 25 i 44, un 33,3% de 45 a 60 i un 6,3% 65 anys o més.
L'edat mediana era de 42 anys. Per cada 100 dones de 18 o més anys hi havia 92,1 homes.
La renda mediana per habitatge era de 64.583 $ i la renda mediana per família de 76.721 $. Els homes tenien una renda mediana de 0 $ mentre que les dones 50.227 $. La renda per capita de la població era de 22.685 $. Cap de les famílies i el 8,9% de la població estaven per davall del llindar de pobresa.

## Poblacions més properes
El següent diagrama mostra les poblacions més properes.